# روباه پرنده موریسی
روباه پرنده موریسی (نام علمی: Pteropus niger) نام یک گونه از سرده روباه پرنده است.